# Jasna Polana (rejon nowogrodzki)
Jasna Polana (ukr. Ясна Поляна) – wieś na Ukrainie, w obwodzie czernihowskim, w rejonie nowogrodzkim.